# Dennis Publishing
Dennis Publishing Ltd. est un éditeur indépendant fondé en 1974.

## Histoire
Felix Dennis a commencé dans le magazine d'affaires à la fin des années 1960 comme un des rédacteurs du magazine de contre-culture OZ. Dennis Publishing est né au milieu des années 1970, en commençant avec un magazine de kung-fu, Kung Fu monthly.

## Publications
- Auto Express[1]
- Bizarre[1]
- CarBuyer
- Channel Pro
- CloudPro
- Computeract!ve[2].

- Computer Shopper
- Custom PC
- Cyclist[2]
- Den of Geek
- Digital SLR Photography
- EVO
- Expert Reviews
- Fortean Times
- Health & Fitness
- IT Pro
- Know Your Cell
- Know Your Mobile
- Kontraband
- Land Rover Monthly
- MacUser[1]
- Men's Fitness[2]
- Micro Mart
- Octane[1]
- OlA Celular (Brésil)
- PC Pro[1]
- The Week[2]
- Viz[2]
- Web User
- Women's Fitness